# 陆家庄崇安宫
陆家庄崇安宫，是位于中国福建省宁德市柘荣县楮坪乡洋坪村陆家庄自然村东约800米处山顶的一个清代古建筑，2011年7月入选第八批柘荣县文物保护单位。
陆家庄崇安宫是一座福建民间信仰宗庙，主祀平水大王（即大禹），始建于清朝道光元年（1821年）五月廿六，2000年重修，建筑坐东朝西，通面阔9.76米，通进深10.65米，占地面积103.9平方米。地面为三合土，分上下两级台基，正殿建在上台基，砖木构穿斗式单檐歇山顶，面阔3间，进深4间，明间减柱造，后侧设有神龛。有多个附属文物。